# Sol Jang
Sol Jang (koreanisch 장솔; * 1. Oktober 1992) ist eine südkoreanische Jazzmusikerin (Piano, Komposition).

## Leben und Wirken
Nach einer Ausbildung als klassischer Pianistin an der Baekseok University studierte Jang bis 2016 Jazz-Piano an der University of the Arts Philadelphia, um dann den Master Jazz & Pop am ArtEZ Conservatorium in Arnhem zu absolvieren.
Jang lebt aktuell in den Niederlanden und gründete dort 2019 ihr Trio mit Jort Terwijn (Kontrabass) und Max Hering (Schlagzeug). Ihr mit dieser Formation 2014 bei Unit Records erschienenes Debütalbum 19–29 repräsentiert musikalische Erfahrungen aus ihrer Zeit in Korea, den USA und Europa. Sie tritt auch im Quartett und in Solokonzerten auf. Im Improvisationstrio Lavish spielt sie mit der Geigerin Maria Cozzani und der Cellistin Kim Kamilla. Weiterhin arbeitet sie als Ballettbegleiterin.
Jang hat zudem Lehraufträge am ArtEZ Conservatorium.

## Preise und Auszeichnungen
Jang war Finalistin bei den Wettbewerben von Sibiu (2018), Riga (2019) und der 7 Jazz Club Competition (2022). Mit dem Trio Lavish wurde sie 2023 mit dem Erasmus Jazz Prize ausgezeichnet. 2024 erhielt sie den Jazzpreis der Stadt Halle beim Internationalen Festival Women in Jazz.